# Associazione forense americana
L'Associazione forense americana (in inglese American Forensic Association, AFA) è un'organizzazione che promuove e sostiene il dibattito politico competitivo e l'attività di parlare in pubblico nelle scuole superiori e nei college degli Stati Uniti.

## Competizioni
L'associazione organizza ogni anno due tornei nazionali tra i college. I tornei attirano studenti da ogni parte degli Stati Uniti a competere per i campionati nazionali sia negli eventi individuali che nei dibattiti. Gli studenti accedono ai tornei attraverso un rigoroso sistema di qualificazione a livello distrettuale e di base, verificato dai responsabili dell'organizzazione. Fin dall'inizio, i tornei sono serviti a centinaia di college e università e a migliaia di studenti. I tornei comprendono:
- National Speech Tournament (noto come AFA-NST) [1]
- National Debate Tournament (noto come AFA-NDT) [2]

## Membri
I suoi membri sono:
- Cross Examination Debate Association
- National Parliamentary Debate Association
- American Debate Association
- International Debate Education Association

## Pubblicazioni
L'associazione pubblica le seguenti riviste scolastiche:
- Argumentation and Advocacy [3]
- The Journal of the American Forensic Association [4]
- The AFA Newsletter